# Залесский, Павел Яковлевич
Павел Яковлевич Залесский (27 мая 1902, Нагорные, Мозырский район — 16 декабря 1970, Москва) — советский военный инженер, генерал-майор инженерно-авиационной службы, организатор и первый начальник НИИ № 2 Министерства авиационной промышленности (1946—1950).

## Биография
Родился 27 мая 1902 года в деревне Нагорное Мозырского уезда Минской губернии в семье ремесленника, петриковского мещанина Янкеля Шлиомовича Залесского. Окончил 3-классную школу, работал по найму, затем окончил реальное училище и советскую трудовую школу.
Служил в Красной Армии стрелком с 1920 по 1921 годы. Затем окончил школу младших авиационных специалистов (1927) и инженерный факультет Военно-воздушной академии РККА (1933), также адъюнктуру при ней (1935). В 1935—1939 годах служил инженером в частях и соединениях Военно-воздушных сил (ВВС) РККА.
Участвовал в гражданской войне в Испании с октября 1936 по 1937 год в качестве советника по авиационной технике и авиационному вооружению. Занимался сборкой самолётов, их ремонтом и организацией производства самолётов (инженер по вооружению в составе «1-й эскадрильи скоростных бомбардировщиков»).
Участник боёв на Халхин-Голе. С 1939 по 1940 годы инженер по вооружению ВВС фронта (Халхин-Гол, Западная Украина, Финляндия).
В 1940—1946 годах заместитель по вооружению начальника 7-го Главного технического управления (управление опытного строительства самолётов) Наркомата авиационной промышленности СССР .
С июня по сентябрь 1945 года был командирован в Германию для отбора техники и оборудования по репарациям.
Организатор и первый начальник НИИ-2 Министерства авиационной промышленности СССР (1946—1950).
Из воспоминаний В. Е. Руднева:
Он не был ученым, но твердо верил в силу науки и всегда пытался найти в ней (и принуждал к этому других) основания для практических действий ... Опираясь на свой опыт, наблюдая работу самолетных КБ, ... изучая научные исследования в ЦАГИ, ЛИИ, на кафедрах ВВИА им. проф. Н. Е. Жуковского, МАИ и др., Павел Яковлевич пришел к твердому выводу, что нужен единый научный центр, который привязал бы разрозненные исследования и разработки к самолету в интересах повышения его общей эффективности (так мы сейчас говорим, а тогда такого термина еще не было). Как я понимаю, создание такого института стало мечтой его жизни, и эту мечту он осуществил ....
Участвовал в отработке систем стратегического бомбардировщика Ту-4.
Залесский был отправлен в отставку 31 июля 1950 года после начала «борьбы с космополитизмом». До 1965 года работал на различных инженерных должностях на авиационном заводе.
Павел Яковлевич Залесский умер 16 декабря 1970 года в Москве.

## Награды и звания
- Награждён орденом Ленина (20.06.1949), тремя орденами Красного Знамени (17.07.1937, 03.11.1944, ?), орденом Трудового Красного Знамени (11.07.1943), орденом Отечественной войны 1-й степени, двумя орденами Красной Звезды (02.01.1937, 17.11.1939), медалями «XX лет Рабоче-Крестьянской Красной Армии»[источник не указан 445 дней] (1938), «За оборону Москвы», «За победу над Германией в Великой Отечественной войне 1941—1945 гг.», «30 лет Советской Армии и Флота»[4]
- Бригадный инженер (25.04.1940)[6]
- Генерал-майор инженерно-авиационной службы[3] (30.04.1943)[6]